# DirectMusic
DirectMusic – podsystem DirectX, umożliwiający programistyczne odtwarzanie muzyki opartej głównie na formacie MIDI w wysokiej rozdzielczości czasowej. DirectMusic został oficjalnie wydany w 1999 roku wraz z service pack dla Windows 98.
Projekt został porzucony przez Microsoft między innymi na rzecz XACT i nie jest już rozwijany ani wspierany we współczesnych wersjach Windows. Jeden z istotnych komponentów Direct Music do synchronizacji czasowej został usunięty w Windows Vista.

## Cechy
DirectMusic miał poprawić działanie tradycyjnego MIDI, eliminując jego ograniczenia związane z czasem reakcji, jakością dźwięku i zależnością od sprzętu użytkownika.
- Wbudowany syntezator programowy: pozwala na jednolite odtwarzanie dźwięku niezależnie od posiadanego sprzętu audio[1].
- Wsparcie dla DLS (Downloadable Sounds): umożliwia korzystanie z zestawów brzmień w standardzie General MIDI, np. SoundCanvas od Roland, biblioteka XG od Yamaha[1][4].
- Efekty dźwiękowe: obsługuje pogłos i inne efekty audio dzięki technologii firmy Waves[1].
- Interaktywna muzyka: pozwala twórcom komponować ścieżki dźwiękowe reagujące na działania użytkownika, co było szczególnie przydatne w grach komputerowych (np. zmiana tempa muzyki w zależności od sytuacji w grze)[1].

DirectMusic Producer umożliwia tworzenie specjalnego plików muzycznych z metadanymi (takimi jak znaczniki czasowe, segmenty, style, motywy i zdarzenia), przeznaczonych do interaktywnego odtwarzania w aplikacjach wykorzystujących DirectMusic. Znaczniki czasowe i ścieżki logiczne (np. trigger na wejście gracza do nowej strefy) pozwalają tworzyć muzykę reaktywną, czyli zależną od działań użytkownika.